# 枣林街 (西城区)
枣林街，是位于北京市西城区中部的一条胡同。现已无存。

## 简介
枣林街为南北走向，南到屯绢胡同，北到广宁伯街。全长150米，平均宽4米。清朝始称枣林街。1990年代拆除。后来原址兴建金宸国际公寓。